# 科托爾
科托爾，意大利语称卡塔罗，是黑山的一個海岸城市，位於科托爾灣最深入之處，是科托爾市鎮（面積335平方公里）的行政中心。2023年人口13,347人（市镇人口21,916人）。
1900年時天主教徒佔當地人口多數 ，今日多數居民信奉東正教。天主教科托爾教區仍以此為其駐地。
是黑山著名的旅遊勝地。科托尔自然保护区和文化历史区是世界遺產。

## 图库

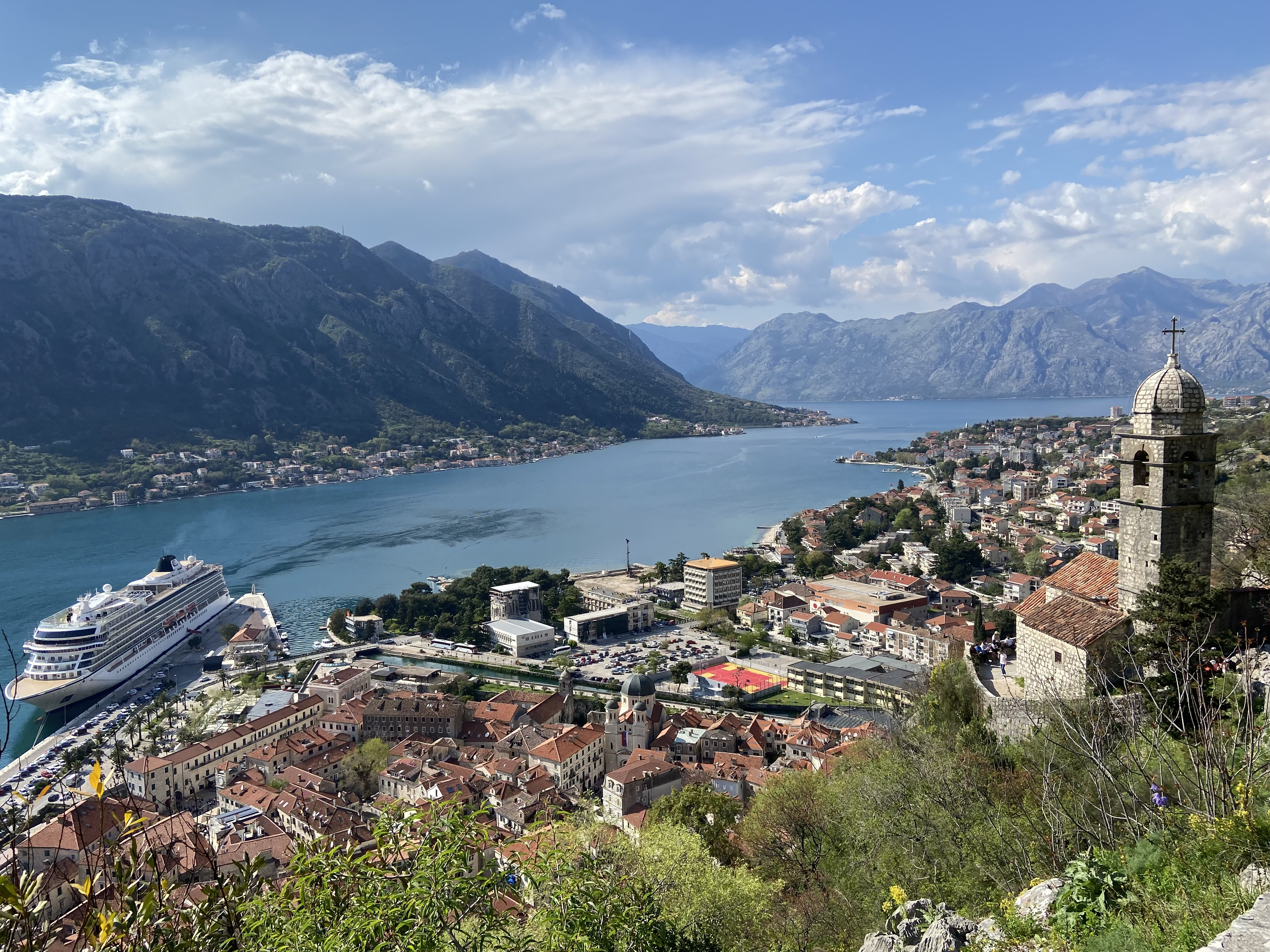
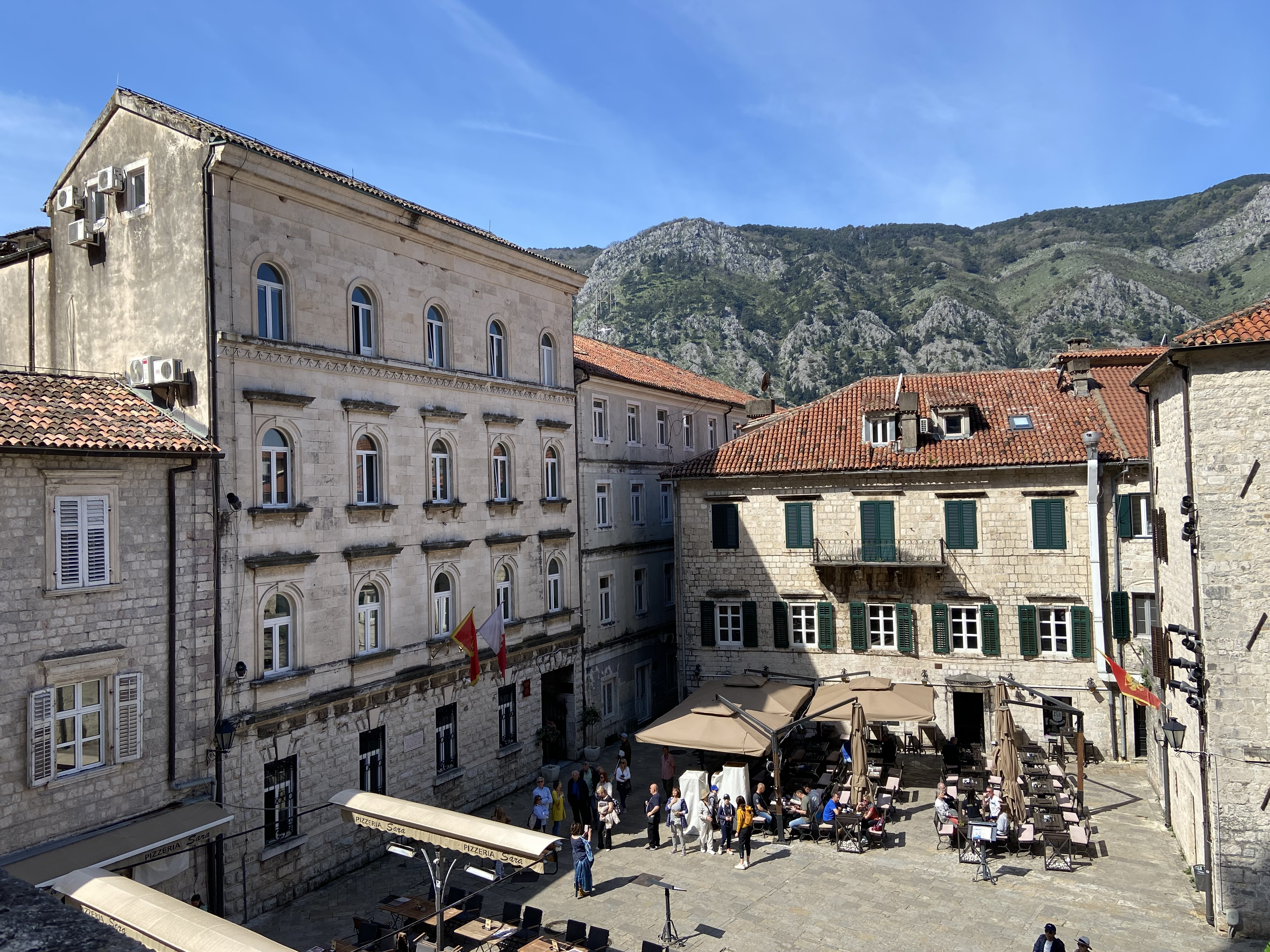
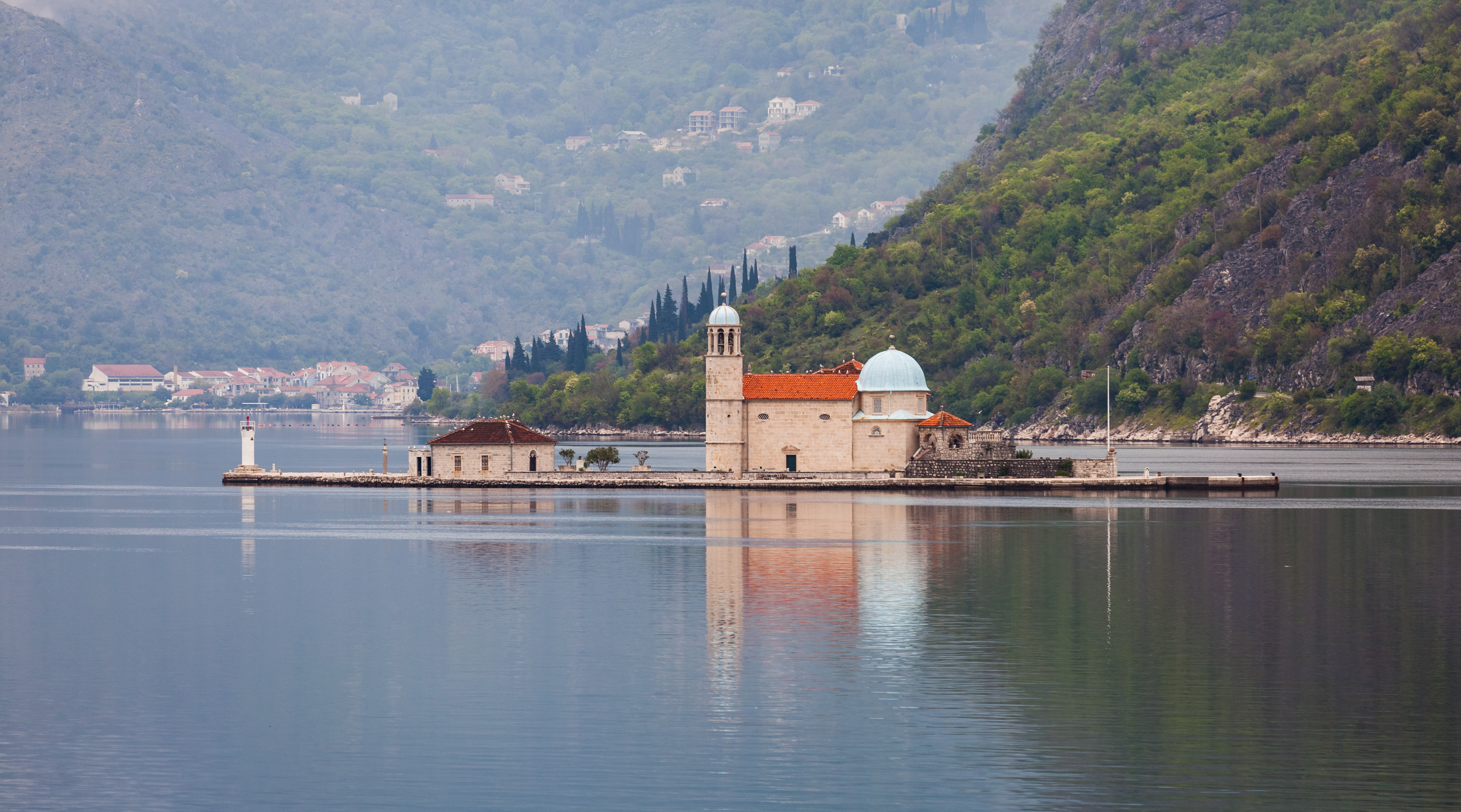
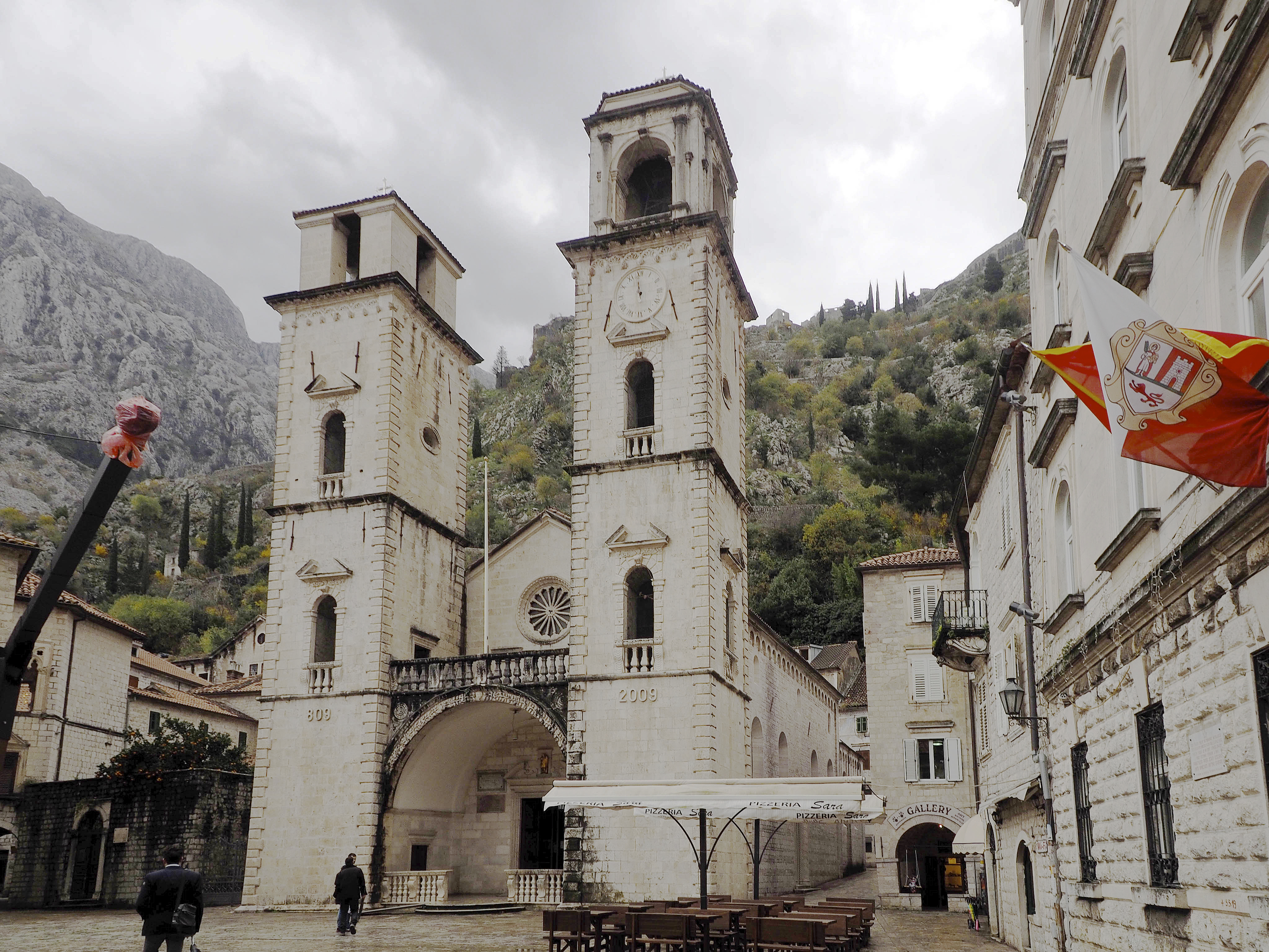
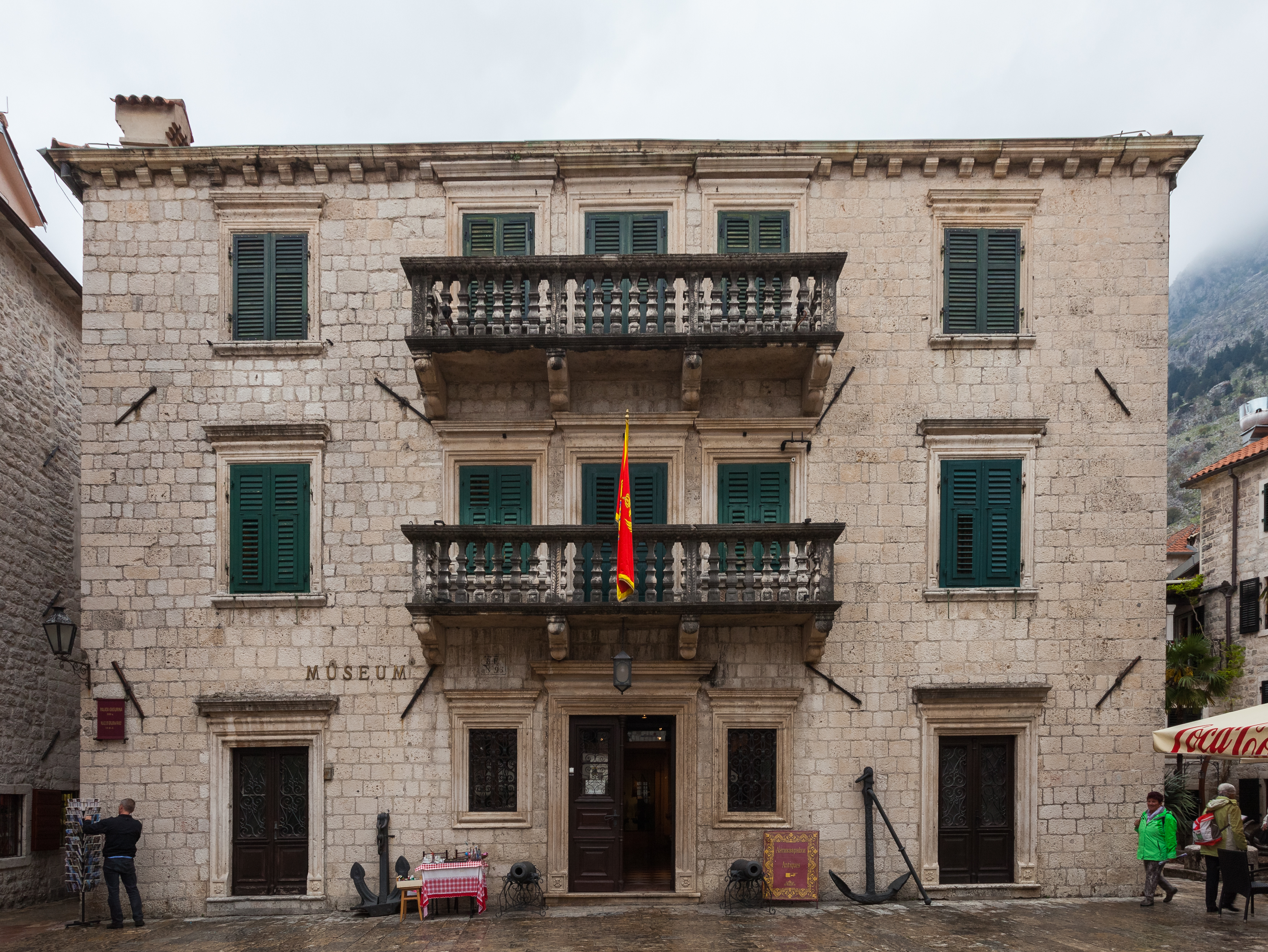
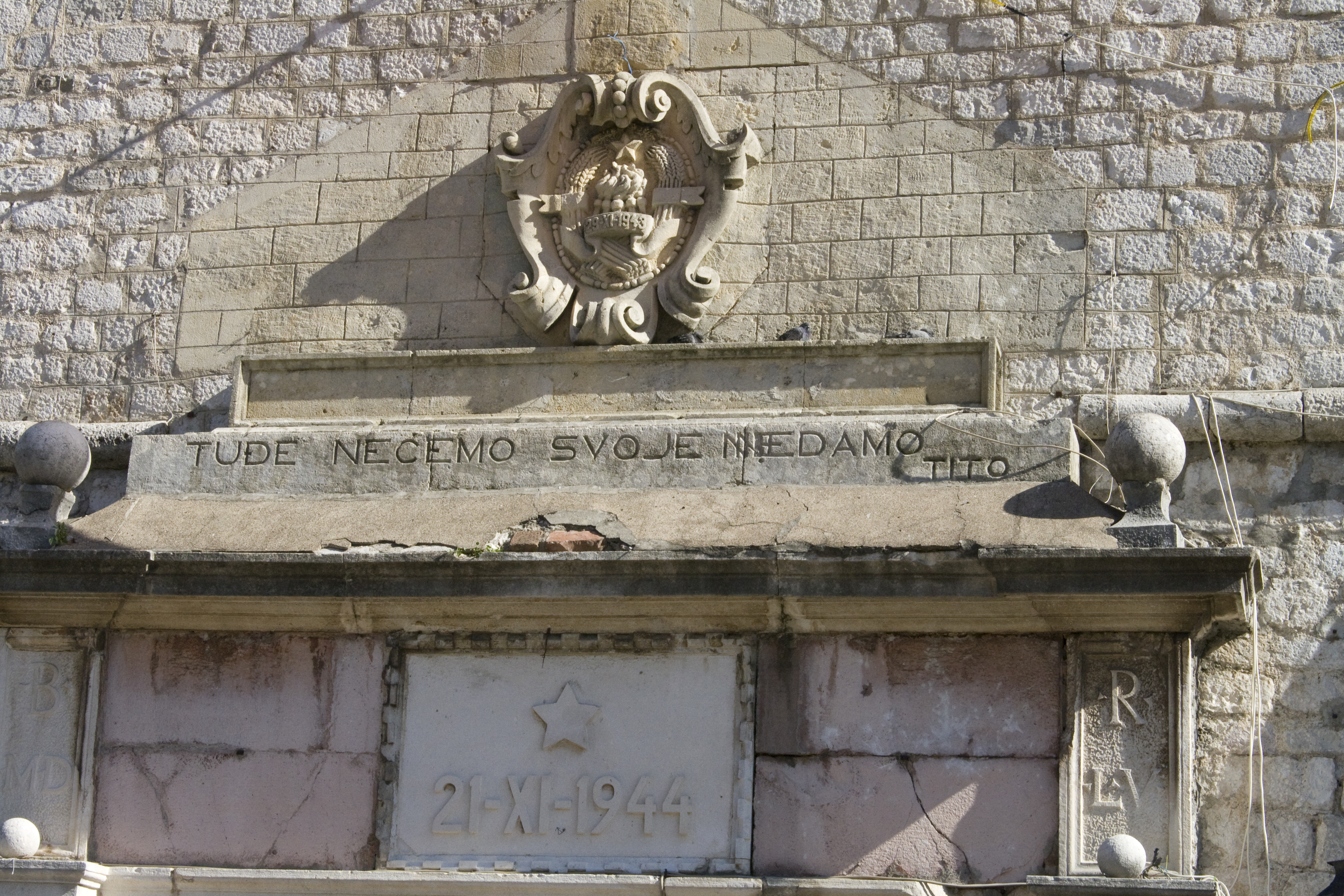
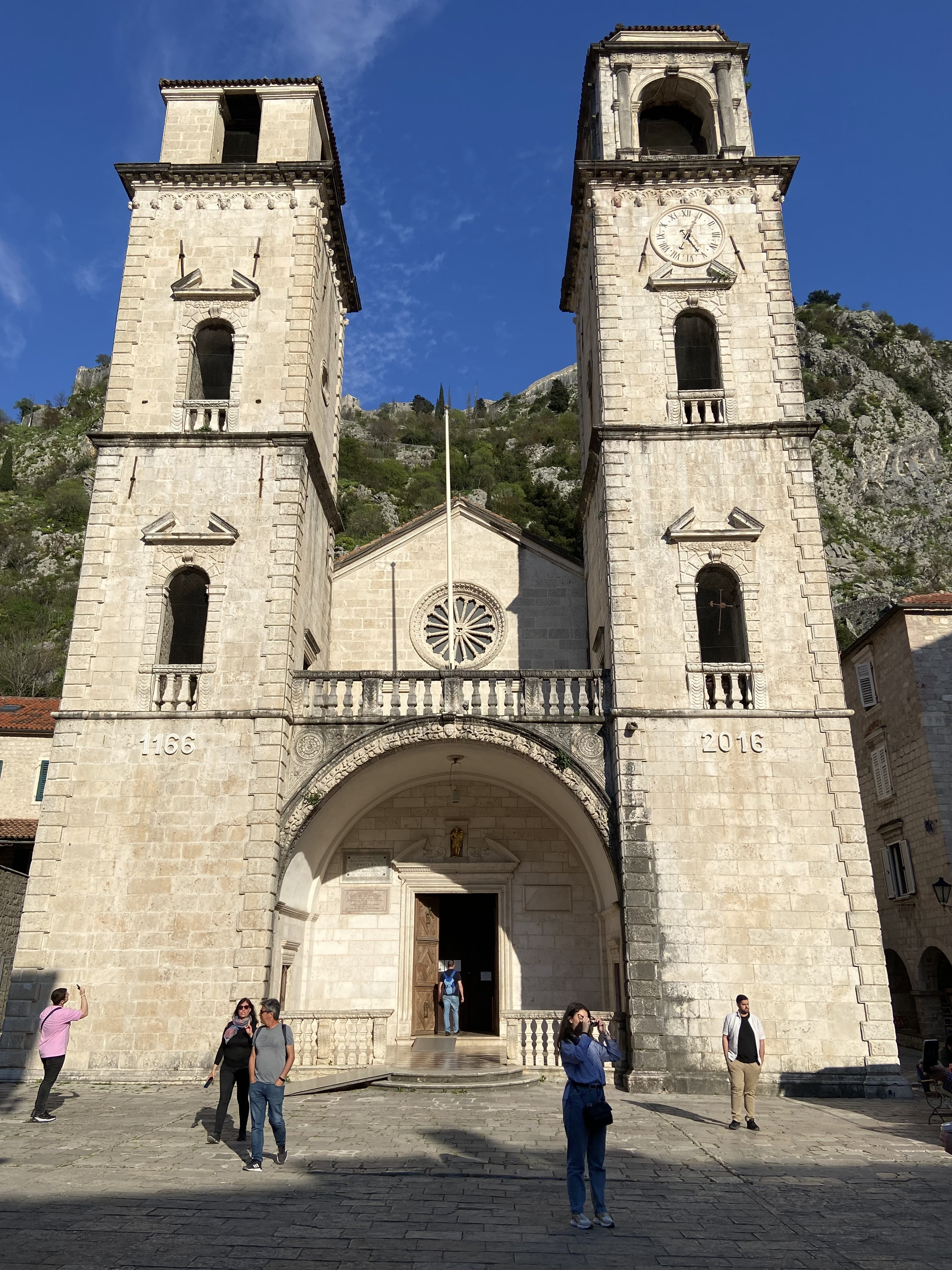